# Vaďovce
Vaďovce (węg. Vagyóc) – wieś (obec) w powiecie Nowe Miasto nad Wagiem, w kraju trenczyńskim, w zachodniej Słowacji, o populacji około 733 mieszkańców (dane z 2016).

## Historia
Pierwsza pisemna wzmianka o wsi pochodzi z 1392. Miejscowość była ważnym ośrodkiem wypoczynkowym przez wiele lat. Ludzie przychodzili tam m.in. ze względu na wysokiej klasy piwo. Znajduje się tam zabytkowy kościół z licznymi ornamentami na ścianach. 
Obecnym starostą wsi jest Alžbeta Tuková (wybrana w 2014 roku). We wsi urodzili się słowaccy aktywiści patriotyczni – Michal Cibulka i Ján Krasko Zápotocký.

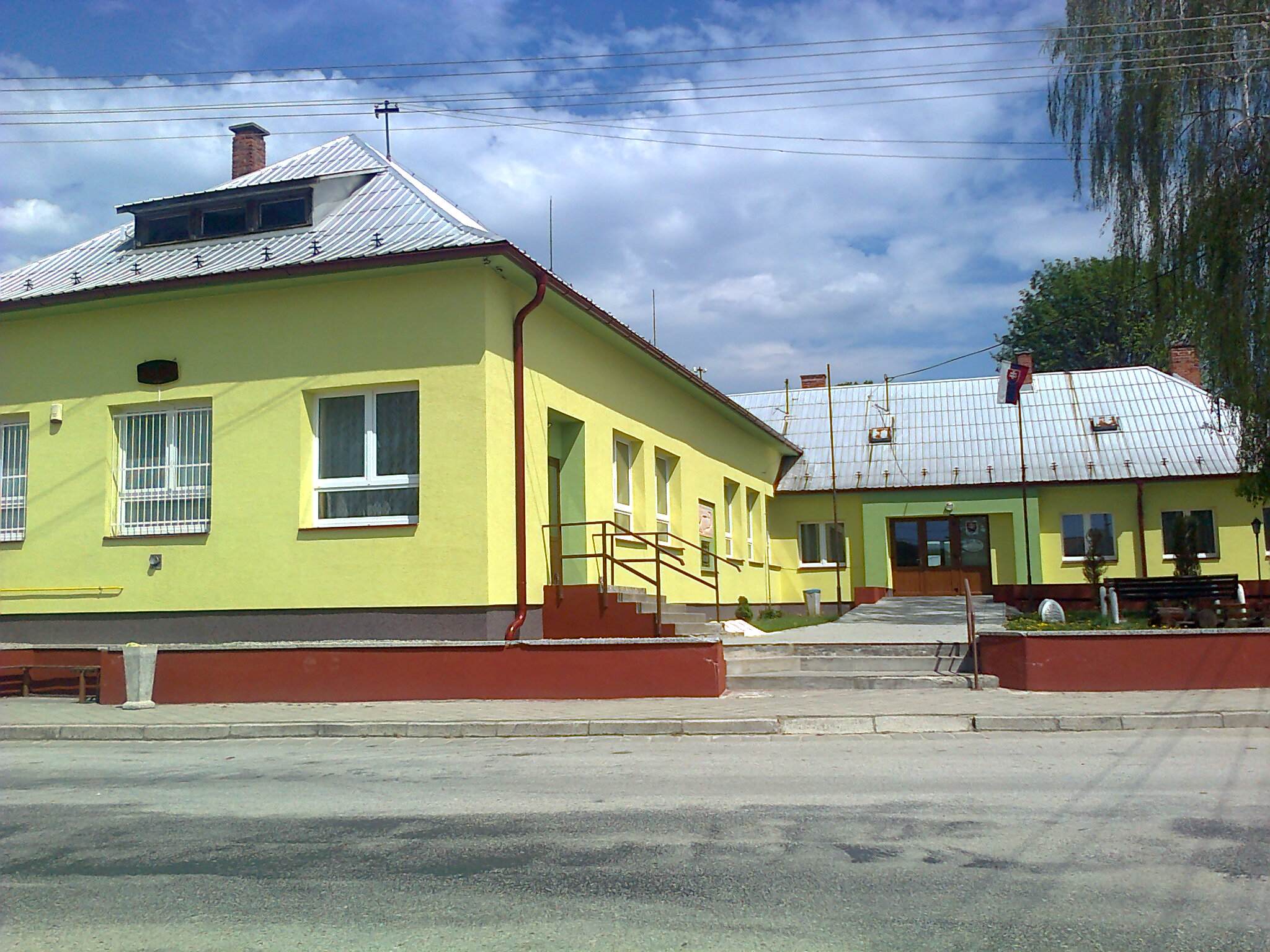
Obecny urząd wsi

## Geografia
Centrum wsi leży na wysokości 228 m n.p.m. Gmina zajmuje powierzchnię 11,114 km².